# Lole Montoya
Dolores Montoya Rodríguez, más conocida como Lole Montoya (Sevilla, 26 de abril de 1954), es una cantante, bailaora y compositora española gitana que durante más de 20 años formó junto con su pareja sentimental, el guitarrista y cantaor Manuel Molina Jiménez, el dúo Lole y Manuel. En 2022 fue galardonada con la Medalla de Oro al Mérito en las Bellas Artes que otorga el Ministerio de Cultura de España.

## Biografía y obra
Nació en el seno de una familia gitana en el barrio de Triana: sus padres son Juan Montoya, bailaor, y Antonia Rodríguez «La Negra», cantante y bailaora de profesión.
A pesar de saber cantar, decidió también desde muy joven aprender el baile flamenco, formando parte de los tablaos flamencos Las Brujas en Madrid y Los Gallos en Sevilla, donde llegó a compartir escenario con La Perla de Cádiz o Camarón de la Isla.
En 1972 formó el dúo Lole y Manuel con su pareja Manuel Molina Jiménez. Realizaron numerosos trabajos discográficos durante más de dos décadas, entre los que destacan Lole y Manuel, Nuevo día, Pasaje del agua, Romero verde, Alba con alegría y Casta.
Tanto en sus letras como en sus declaraciones públicas el dúo defiende la cultura gitana, además de compartir créditos con Raimundo Amador (Pata Negra), Álvaro Jero (Dulce Venganza) o Manolo Marinelli (Alameda).
En 1978 dio a luz a su única hija, Alba Molina, también cantante.
En 1989 Lole, ya en solitario y acompañada por la orquesta El Hilal, ofrece un recital en Rabat por invitación expresa del Rey de Marruecos Hasán II. En solitario Lole ha grabado Liberado, Ni el oro ni la plata y Metáfora, título también de uno de los temas incluidos en este trabajo, cuyo autor es Alejandro Sanz.
Actualmente[¿cuándo?] ultima los detalles de su próximo disco junto al guitarrista jerezano Diego del Morao.

## Discografía
Con Lole y Manuel
- Nuevo día - El origen de una leyenda (1975)
- Pasaje del agua (1976)
- Lole y Manuel (1977)
- Al alba con alegría (1980). Acompañados por Imán, Califato Independiente. El título del disco es en recuerdo del nacimiento de su hija Alba.
- Casta (1984)
- Lole y Manuel cantan a Manuel de Falla (1992)
- Alba Molina (1994)

En solitario
- Liberado (1996)
- Ni el oro ni la plata (2003)
- Metáfora (2008)